# تشيلسي جوليكسون
تشيلسي جوليكسون (بالإنجليزية: Chelsey Gullickson)‏ مواليد 29 أغسطس 1990 في هيوستن، هي لاعبة كرة مضرب أمريكية تلعب باليد اليمنى. أعلى تصنيف لها في الفردي كان المركز الـ 399 في سنة 2008. أعلى تصنيف لها في الزوجي كان المركز الـ 665 في سنة 2008.

## روابط خارجية
- تشيلسي جوليكسون على موقع رابطة محترفات التنس (الإنجليزية)
- تشيلسي جوليكسون على موقع الاتحاد الدولي لكرة المضرب (الإنجليزية)
- تشيلسي جوليكسون على موقع إي إس بي إن.كوم (الإنجليزية)